# Podabrus gyotokui
Podabrus gyotokui là một loài bọ cánh cứng trong họ Cantharidae. Loài này được Nakane & Makino miêu tả khoa học năm 1989.